# Walsh Spur
Der Walsh Spur ist ein spitzer Gebirgskamm in den Victory Mountains im ostantarktischen Viktorialand. Er ragt 6 km östlich des Mount Northampton an der Westflanke des Whitehall-Gletschers kurz vor dessen Mündung in das Tucker Inlet auf.
Vermessungen durch Wissenschaftler einer von 1957 bis 1958 durchgeführten Kampagne der New Zealand Geological Survey Antarctic Expedition sowie Luftaufnahmen der United States Navy dienten seiner Kartierung. Das Advisory Committee on Antarctic Names benannte ihn 1973 nach dem US-amerikanischen Ozeanographen Don Walsh (1931–2023), der von 1971 bis 1972 im Dienst des Assistant Secretary of the Navy for Research and Development im United States Department of the Navy tätig war.